# Lazarev Trough
Koordinaten: 65° 35′ S, 130° 0′ O
Der Lazarev Trough (russisch Жёлоб Лазарева Scholob Lasarewa) ist eine Tiefseerinne vor der Clarie-Küste des ostantarktischen Wilkeslands.
Benannt ist die Rinne auf Vorschlag der Geologin Galina Agapova von der Akademie der Wissenschaften der UdSSR. Namensgeber der vom Advisory Committee on Undersea Features seit August 1985 anerkannten Benennung ist Michail Petrowitsch Lasarew (1788–1851), Kommandant der Fregatte Mirny während der ersten russischen Antarktisexpedition (1819–1821) unter der Leitung von Fabian Gottlieb von Bellingshausen.